# Holmes Ridge
Holmes Ridge är en bergstopp i Antarktis. Den ligger i Östantarktis. Australien gör anspråk på området. Toppen på Holmes Ridge är 1 829 meter över havet, eller 195 meter över den omgivande terrängen. Bredden vid basen är 8,0 km.
Terrängen runt Holmes Ridge är kuperad söderut, men norrut är den platt.  Trakten är obefolkad. Det finns inga samhällen i närheten. 